# Platinum Collection
Platinum Collection (englisch für „Platinsammlung“) ist eine 2004 veröffentlichte Sammlung der wichtigsten Stücke aus allen drei Jahrzehnten der Karriere der britischen Rockband Genesis. Nach der 1999 erschienenen Turn It On Again – The Hits, welche sich ausschließlich auf die Single-Veröffentlichungen konzentrierte, sollte diese neue Compilation einen repräsentativen Querschnitt des Genesis-Werks darstellen. So sind auf den 3 CDs 40 Stücke von allen Genesis-Studioalben mit Ausnahme des Erstlingswerks From Genesis to Revelation vertreten. Die Stücke sind vom neuesten zum ältesten geordnet, so dass man sich beim kontinuierlichen Durchhören aller drei Teile von der jüngsten Phase bis zu den Anfängen bewegt. Eine Ausnahme bildet das Titelstück der 1997er Studioplatte Calling All Stations, das nach dieser Logik Track 1 auf CD 1 sein müsste, tatsächlich aber das letzte Stück auf CD 1 ist.
23 Tracks wurden vom Genesis-Produzenten Nick Davis einem umfassenden Remix unterzogen. Diese neuen Versionen machen die Platinum Collection daher auch für Fans, die alle Alben schon im Regal haben, interessant. Die meisten Neuabmischungen gewinnen den Stücken eine neue Tiefe und einen Detailreichtum ab, was für manche Überraschung oder Neuentdeckung vergessener oder unterschätzter Stücke führte. Parallel zum 3-CD-Boxset erschien die DVD The Video Show, welche alle Promo-Videoclips von Genesis zum ersten Mal auf diesem Medium präsentierte.
Wenn auch auf der ersten CD die Singles und radiotauglichen Stücke der kommerzielleren Phase ein gewisses Übergewicht haben, wird die Platinum Collection ihrem Anspruch als Gesamtwerkschau durchaus gerecht. In diesem Sinne schließt auch der im CD-Booklet abgedruckte Begleitsatz des britischen Musikkritikers Hugh Fielder: „Maybe this ‚Platinum Collection‘ is as close as it gets to a definitive Genesis album.“

## Titelliste
Titel mit einem * wurden von Nick Davis neu abgemischt.

### CD 1
1. No Son of Mine – 6:36 (We Can't Dance)
2. I Can’t Dance – 4:01 (We Can't Dance)
3. Jesus He Knows Me – 4:18 (We Can't Dance)
4. Hold on My Heart – 4:38 (We Can't Dance)
5. Invisible Touch – 3:28 (Invisible Touch)
6. Throwing It All Away – 3:50 (Invisible Touch)
7. Tonight, Tonight, Tonight (Edit) – 4:30 (Invisible Touch)
8. Land of Confusion – 4:46 (Invisible Touch)
9. In Too Deep – 4:57 (Invisible Touch)
10. Mama – 6:49 (Genesis)
11. That’s All – 4:25 (Genesis)
12. Home by the Sea – 5:08 (Genesis)
13. Second Home by the Sea – 6:06 (Genesis)
14. Illegal Alien* – 5:17 (Genesis)
15. Paperlate* – 3:24 (3 × 3 / Three Sides Live)
16. Calling All Stations – 5:45 (Calling All Stations)

### CD 2
1. Abacab* – 6:55 (Abacab)
2. Keep It Dark* – 4:35 (Abacab)
3. Turn It On Again* – 3:51 (Duke)
4. Behind the Lines – 5:43 (Duke)
5. Duchess* – 6:07 (Duke)
6. Misunderstanding* – 3:14 (Duke)
7. Many Too Many* – 3:35 (And Then There Were Three)
8. Follow You Follow Me* – 4:09 (And Then There Were Three)
9. Undertow* – 4:47 (And Then There Were Three)
10. ...In That Quiet Earth* – 4:56 (Wind & Wuthering)
11. Afterglow* – 4:09 (Wind & Wuthering)
12. Your Own Special Way – 6:19 (Wind & Wuthering)
13. A Trick of The Tail* – 4:36 (A Trick of the Tail)
14. Ripples* – 8:08 (A Trick of the Tail)
15. Los Endos* - 5:47 (A Trick of the Tail)

### CD 3
1. The Lamb Lies Down on Broadway* – 4:50 (The Lamb Lies Down on Broadway)
2. Counting out Time* – 3:36 (The Lamb Lies Down on Broadway)
3. The Carpet Crawlers* – 5:01 (The Lamb Lies Down on Broadway)
4. Firth of Fifth* – 9:29 (Selling England by the Pound)
5. The Cinema Show* – 10:49 (Selling England by the Pound)
6. I Know What I Like (In Your Wardrobe)* – 3:54 (Selling England by the Pound)
7. Supper’s Ready – 22:52 (Foxtrot)
8. The Musical Box* – 10:24 (Nursery Cryme)
9. The Knife* – 8:53 (Trespass)